# Acciaio chirurgico
Per acciaio chirurgico si intende un acciaio adatto a usi di chirurgia o di gioielleria, incluso il piercing.
Non si tratta di una dizione specifica. Un acciaio utilizzato (in alternativa al titanio) per viti da impianto ortopedico e gioielli è l'acciaio inox austenitico AISI 316. Si tratta di un acciaio al cromo, nichel e molibdeno con una buona resistenza alla corrosione e alla vaiolatura.
| Controllo di autorità | GND (DE) 4169508-2 |